# 罗场乡
罗场乡，是中华人民共和国贵州省铜仁市印江土家族苗族自治县下辖的一个乡镇级行政单位。

## 行政区划
罗场乡下辖以下地区：
罗场村、竹园村、佐坪村、青龙村、合群村、清河村、李家寨村、坪窝村、两河村、寨口村、快场村、茶园村、广东坪村、岭丰村和靛厂村。